# Kazunari Ninomiya
 (octobre 2009).
Si vous disposez d'ouvrages ou d'articles de référence ou si vous connaissez des sites web de qualité traitant du thème abordé ici, merci de compléter l'article en donnant les références utiles à sa vérifiabilité et en les liant à la section « Notes et références ».
Kazunari Ninomiya (二宮和也, Ninomiya Kazunari), né à Tokyo le 17 juin 1983, est un chanteur, compositeur, parolier et présentateur. Il est l'un des membres de Arashi, un groupe japonais formé en 1999. Il a rejoint Johnny & Associates à l'âge de 13 ans. Il a la particularité d'être aussi un acteur, et s'est distingué en 2006 dans Lettres d'Iwo Jima de Clint Eastwood.

## Carrière
Ninomiya commence une carrière d'acteur avant de devenir membre du groupe Arashi. Plus tard, pendant les tournées et les performances du groupe, il joue dans des téléfilms, des publicités et des pièces de théâtre. Il débute au cinéma en 2002 dans ピカ☆ンチ　Life is hard だけど Happy (Pika☆Nchi　Life is hard Dakedo Happy) avec les autres membres d'Arashi. En 2006, pour ses débuts à Hollywood, il joue le rôle de Saigo dans le film de Clint Eastwood Lettres d'Iwo Jima. 

## Autres
- Nino rejoint Johnny & Associate à l'âge de 13 ans le 19 juin 1996.
- Avant Arashi, Nino a fait partie du groupe MAIN avec Jun Matsumoto, Tōma Ikuta et Masaki Aiba, Best Beat Boys (BBB) et Beatiful American Dreams (BAD) avec Aiba Masaki.
- Il avait prévu de partir étudier la production et la réalisation aux États-Unis mais il abandonne cette idée avec la création d'Arashi en septembre 1999.
- Nino sait jouer de la guitare, de la basse, du piano, de la batterie et de l'harmonica. Il est aussi bon en gymnastique et sait cuisiner.
- Ses passe-temps favoris sont le chant, la guitare, la composition, l'écriture (de chansons et d'essais), le baseball et les jeux vidéo.
- C'est le premier (et seul) talent de la Johnny's Entertainment à avoir fait partie d'un casting de film Hollywoodien (Lettres d'Iwo Jima en 2006).
- Il a lié une amitié particulière avec Satoshi Ōno, qui fait lui aussi partie du groupe. Leur duo est surnommé Ohmiya SK (contraction des prénoms Ōno et Ninomiya suivi des initiales de Satoshi et Kazunari).

## Récompenses
- 10e Rendora 110Award : meilleur acteur dans Stand Up!
- (Vote des lecteurs) - 42e TV Drama Academy Award : meilleur second rôle dans Minami-kun no Koibito, 2004
- 8e Nikkan Sports Drama Grand Prix (juillet-septembre 2004) : meilleur second rôle dans Minami-kun no Koibito, 2004
- (2e classement) - 8e Nikkan Sports Drama grand Ppix (2004-05) : meilleur second rôle dans Yasashii Jikan
- 16e Rendora 110Award : meilleur second rôle dans Yasashii Jikan
- prix Hashida : Sukoshi wa, Ongaeshi ga Dekitakana
- 10e Nikkan Sports Drama grand prix (janvier-mars 2007) : meilleur acteur dans Haikei, Chichiue-sama
- 12e Nikkan Sports Drama grand prix (juillet-septembre 2007) : meilleur acteur dans Yamada Taro Monogatari
- 39e Japan Academy Prize : meilleur acteur dans Nagasaki: Memories of My Son

## Filmographie partielle

### Films
- 2002 : Pika*nchi Life is Hard Dakedo Happy 「ピカ☆ンチ　Ｌｉｆｅ　ｉｓ　Ｈａｒｄ　だけど　Ｈａｐｐｙ」 : Onda Takuma
- 2003 : Ao no Honou 「青の炎」 (Flamme bleue), réalisé par Yukio Ninagawa : Shuichi Kushimori
- 2004 : Pika**nchi Life is Hard Dakara Happy 「ピカ☆☆ンチ　Ｌｉｆｅ　ｉｓ　Ｈａｒｄ　だから　Ｈａｐｐｙ」 : Onda Takuma
- 2006 : Tekkon Kinkreet 「鉄コン筋クリート」 (Amer Béton) de Michael Arias : Noir (voix)
- 2006 : Lettres d'Iwo Jima de Clint Eastwood : Saigo
- 2007 : Kiiroi namida 「黄色い涙」 (Larmes jaunes) de Isshin Inudō : Eisuke Muraoka
- 2010 : Ohoku 「大奥」 (Le Pavillon des hommes) de Kaneko Fuminori : Mizuno Unoshin
- 2010 : Gantz de Shinsuke Satō : Kei Kurono
- 2011 : Gantz Revolution de Shinsuke Satō : Kei Kurono
- 2013 : Platina Data 「プラチナデータ de Keishi Ōtomo : Kagura Ryuhei
- 2014 : Pika***nchi Life is Hard Tabun Happy 「ピカ☆★☆ンチ Life is HARD たぶんHappy」 : Onda Takuma
- 2015 : Assassination classroom [暗殺教室] : Koro sensē
- 2015 : Haha to kuraseba (母と暮せば?) de Yōji Yamada : Koji Fukuhara
- 2017 : The Last Recipe [ラストレシピ～麒麟の舌の記憶～] : Mitsuru Sasaki
- 2018 : Killing for the Prosecution [検察側の罪人] : Keiichiro Okino
- 2020 : La Famille Asada (浅田家!, Asada-ke!?) de Ryōta Nakano (ja) : Masashi Asada

### Dramas
- 1998 : Amagi goe 「あまぎごえ」
- 1998 : Nijuroku ya mairi 「二十六夜参り」 (TBS)
- 1998 : Akimahende! 「あきまへんで」 (TBS)
- 1998 : Kowai nichiyoubi 「怖い日曜日」 (NTV, ep8)
- 1999 : Nekketsu renai michi 「熱血恋愛道) (NTV, ep1)
- 1999 : Abunai Houkago 「あぶない放課後」 (TV Asahi)
- 1999 : V no arashi「Vの嵐」 (Fuji TV)
- 2000 : Namida o fuite 「涙をふいて」 (Fuji TV)
- 2001 : Handoku!!! 「ハンドク!!!」 (TBS)
- 2003 : Netsuretsu teki chuuka hanten 「熱烈的中華飯店」 (Fuji TV)
- 2003 : Stand Up!! (TBS)
- 2004 : Minami-kun no koibito 「南くんの恋人」 (TV Asahi)
- 2005 : Yasashii jikan 「優しい時間」 (Fuji TV)
- 2006 : Sukoshi wa, ongaeshi ga dekitakana 「少しは、恩返しができたかな」 (TBS)
- 2007 : Haikei, chichiue-sama 「拝啓、父上様」 (Fuji TV)
- 2007 : Marathon 「マラソン」 (TBS)
- 2007 : Yamada Taro monogatari 「山田太郎ものがたり」 (TBS)
- 2008 : Maou 「魔王」 (TBS, ep1) : Kumada Masayoshi
- 2008 : Ryūsei no kizuna 「流星の絆」 (TBS) : Ariake Koichi
- 2009 : DOOR TO DOOR (TBS)
- 2009 : Tengoku de kimi ni aetara (TBS)
- 2010 : Saigo no yakusoku 「最後の約束」(Dernière Promesse), réalisé par Sato Yuichi, Drama SP (Fuji TV) : Yamagiwa Shoji
- 2010 : Natsu no koi wa nijiiro ni kagayaku (Fuji TV, épisode 10)
- 2010 : Freeter, ie o kau (Fuji TV)
- 2012 : Kuruma isu de boku wa sora o tobu, Drama SP (NTV)
- 2014 : Yowakutemo Katemasu 「弱くても勝てます」 (NTV)
- 2015 : Orient kyuukou satsujin jiken 「オリエント急行殺人事件」 (Le Crime de l'Orient Express),Drama SP (Fuji TV)
- 2015 : Akamedaka 「赤めだか」(TBS) : Danshun Tatekawa
- 2016 : Botchan 「坊っちゃん」(Fuji TV)
- 2018 : Black Pean「ブラックペアン」(TBS)

## Émissions TV
- Nino-san (ニノさん)
- Arashi ni Shiyagare (嵐にしやがれ)
- Himitsu no Arashi-chan (ひみつの嵐ちゃん)
- VS Arashi (VS嵐)
- 12 avril 2014 – 21 juin 2014 : Yowakutemo Katemasu
- 2 juillet 2007 : Sekiguchi no Tokyo Friend Park II (Grand Slam w/ Sakurai Sho)
- 2 octobre 2006 – décembre 2007 : Arashi no Shukudai-kun (嵐の宿題くん)
- 5 octobre 2005 – 25 septembre 2006 : G no Arashi! (Gの嵐!)
- 9 avril 2005 – 6 octobre 2007 : Mago Mago Arashi! (まごまご嵐！)
- 30 mars 2005 : Australia Tairiku Juudan! Gekitou 3000kilo Ultra Strong Game (オーストラリア大陸縦断!激闘3000キロ ウルトラストロングゲーム)
- 3 avril 2004 – 26 mars 2005 : Arashi no Waza Ari! (嵐の技ありっ！)
- 11 octobre 2003 – 18 septembre 2004 : Tanken! Homunkurusu ~Nou to Karada no Mystery~ (探検!ホムンクルス～脳と体のミステリー～)
- 2 juillet 2003 – 28 septembre 2005 : D no Arashi! (Dの嵐!)
- 4 janvier 2002 : Arashi no Narikiri Variety Inu no Kimochi ni Natte Mimashita Wan! (嵐のなりきりバラエティー犬のキモチになってみましたワン！)
- 5 octobre 2002 – 27 mars 2004 : Nama Arashi (なまあらし)
- 3 juillet 2002 – 15 juin 2003 : C no Arashi! (Cの嵐!)
- 14 avril 2001 – 13 septembre 2003 : USO! Japan (USO!ジャパン)
- 25 mars 2001 – 26 juin 2002 : Mayonaka no Arashi (真夜中の嵐)
- 15 janvier 2001 – 10 mars : Gakibara! (ガキバラ!)
- 15 avril 2000 – 16 décembre : Gakibara Teikoku 2000! (ガキバラ帝国2000!)

## Pièces de théâtre
- juillet-août 1997 : STAND BY ME - with Aiba Masaki, Matsumoto Jun, and Ikuta Toma
- août-octobre 1997 : Johnny's Fantasy - KYO TO KYO
- mars 2004 : Shibuya kara tooku hanarete (シブヤから遠く離れて)
- avril-mai 2005 : Riyuu naki hankou (理由なき反抗 / Rebel Without A Cause)

## CM
- Pocky
- JCB
- Kirin
- Pino
- O'Zack
- McDonald's
- Coca Cola
- Parco
- Petit
- HOUSE Soup de Okoge
- HOUSE Shirataki Noodle
- Hitachi
- Nissan

## Chansons solo
- Mata kyou to onaji asu ga kuru また今日と同じ明日が来る
- Music
- Merry Christmas メリークリスマス
- 20825 Michi me no kioku 20825日目の曲 (dédicace à sa mère)
- Sore wa Yappari kimi deshita それはやっぱり君でした
- Doko ni demo aru uta どこにでもある唄
- 1992*4##111
- Niji (paroles de Kazunari Ninomiya)
- Gimmick game (paroles de Kazunari Ninomiya)
- Kako (痕跡 connu sous le nom de Konseki) (paroles et musique de Kazunari Ninomiya)
- Regress of Progress (coécrite avec Domoto Tsuyoshi)
- Shougai Nani ga Attemo Ai Suru Hito he (生涯、何があっても愛する人へ (paroles et musique de Kazunari Ninomiya)
- Caramel Song
- Boku ga Shiawase de Ireru Basho (僕が幸せでいれる場所) (paroles et musique de Kazunari Ninomiya)
- Yume (reprise de Shibata Jun)
- Natsu (reprise de SMAP)